# مايكل شيينبرغ
مايكل شيينبرغ (بالدنماركية: Michael Schjønberg)‏ (مواليد 19 يناير 1967) هو لاعب كرة قدم. يلعب مع منتخب الدنمارك لكرة القدم. سبق له أن لعب في كأس العالم لكرة القدم مع منتخب بلاده.

## مسيرته الكروية
لعب مايكل شيينبرغ خلال مسيرته الاحترافية مع 4 أندية في سبعة عشر موسمًا وسجل خلالها 55 هدفًا ضمن 398 مباراة. حيث فاز في موسم واحد بالكأس وفي موسم واحد بالدوري.
خاض مايكل شيينبرغ مسيرته مع نادي إيسبيرغ في موسم 1987 ليلعب معه أربعة مواسم، مشاركًا في 89 مباراة سجل خلالها 14 هدفًا. ثم انتقل إلى نادي هانوفر 96 في موسم 1990–91 ليلعب معه أربعة مواسم، حيث شارك في 123 مباراة سجل خلالها 12 هدفًا. لينتقل بعدها إلى نادي أودنسه في موسم 1993–94 ليلعب معه أربعة مواسم، مشاركًا في 69 مباراة سجل خلالها 16 هدفًا. ثم انتقل إلى نادي كايزرسلاوترن في موسم 1996–97 ليلعب معه خمسة مواسم، مشاركًا في 117 مباراة سجل خلالها 13 هدفًا.

## روابط خارجية
- مايكل شيينبرغ على موقع الاتحاد الدولي (مؤرشف)  (الإنجليزية)
- مايكل شيينبرغ على موقع الاتحاد الأوربي (الإنجليزية)
- مايكل شيينبرغ على موقع قاعدة بيانات كرة القدم.إي يو (الإنجليزية)
- مايكل شيينبرغ على موقع بيانات كرة القدم. دي إي (الألمانية)
- مايكل شيينبرغ على موقع ناشيونال فوتبول تيمز (الإنجليزية)
- مايكل شيينبرغ على موقع Soccerway.com (الإنجليزية)